# The Sims Mega Deluxe
The Sims Mega Deluxe er et The Sims spil , der indeholder The Sims Double Deluxe og The Sims: Hot Date. Spillet udkom i Nordamerika i 2004.
| computerspil | Spire Denne computerspilsrelaterede artikel er en spire som bør udbygges. Du er velkommen til at hjælpe Wikipedia ved at udvide den. |